# Manāt
Manat (arabisch مناة, DMG Manāt ‚Schicksal, Geschick‘; verwandt mit „Menetekel“) war im vorislamischen Arabien bei dem Stamm der Quraisch die Göttin des Mondes, des Abendsterns und des Schicksals. Sie war neben al-Lāt und al-ʿUzzā eine der drei in Mekka verehrten Hauptgottheiten. Ihr Sitz wurde in einem schwarzen Stein angenommen, und bei Wallfahrten wurden ihr Weihgeschenke und Schlachtopfer dargebracht. 

## Überlieferung
Nach dem Götzenbuch des Ibn al-Kalbī war Manat die Hauptgottheit der Araber von Yathrib. Theophore Personennamen sind ebenfalls überliefert: 'Abd Manat / عبد مناة / ʿAbd Manāt / ‚Diener der Manat‘ und Zaid Manat / زيد مناة / Zaid Manāt. Die vorislamische Pilgerfahrt zum Heiligtum von Mekka war für die Araber von Yathrib erst dann vollständig, wenn sie nach ihrer Rückkehr aus Mekka bei Manat ihre Haare gestutzt hatten. Mit dieser Sitte hat man die jährlichen Pilgerfahrtszeremonien zur Kaaba in der Dschāhilīya mit dem Manat-Heiligtum verbunden. Zu unterschiedlichen Anlässen pflegten die vorislamischen Araber bei Manat auch Tieropfer darzubringen. Es war auch üblich, Eidleistungen im Namen von Manat abzulegen. Die Quraisch in Mekka verehrten sie als eine der drei Schicksalsgöttinnen; die beiden anderen heißen al-Lāt und al-ʿUzzā. Die drei Göttinnen werden im Koran, Sure 53, Vers 19 bis 23 und 27, 28 erwähnt:

„(19) Habt ihr al-Lat und al-Uzza gesehen,

(20) und auch al-Manat, diese andere, die dritte?

(21) Ist denn für Euch das, was männlich ist, und für Ihn das, was weiblich ist, bestimmt?

(22) Das wäre dann eine ungerechte Verteilung.

[…] Jene sind nur leere Namen, welche ihr und eure Väter für die Götzen ausdachtet, wozu Allah keine Erlaubnis gegeben hat.“

Eine (größtenteils mit schwachen Überlieferungsketten ausgestattete) Überlieferung behauptet, zunächst habe es wegen einer Art teuflischen Einflüsterung (Satanische Verse) während des Vortrags des Propheten vorübergehend geheißen:

„(19) Habt ihr al-Lat und al-Uzza gesehen,

(20) und auch al-Manat, diese andere, die dritte?

(21) Das sind die erhabenen Kraniche.

(22) Auf ihre Fürbitte darf man hoffen.“

## Sonstiges
Es ist bisher nicht wissenschaftlich geklärt, ab wann diese drei alten Göttinnen zu Töchtern des Hochgottes, Allah, umgedeutet wurden. Überlieferungen zu Koranversen, die die alten Göttinnen erwähnen (āyāt, Sure 53, an-nadschm („der Stern!“), āyāt 19–24), zeigen nach Meinung einiger, dass Mohammed anfangs versuchte, diese bei den alten Arabern sehr beliebten Göttinnen einzubeziehen (Siehe auch Satanische Verse). Im Jahr der Eroberung Mekkas durch die islamische Gemeinde von Medina befahl der Prophet seinem Vetter ʿAlī ibn Abī Tālib, das Heiligtum zu zerstören.
In der Antike wurde sie der griechischen Nemesis und der Tyche gleichgestellt.
Der im Alten Testament (Jesaja 65,11) erwähnte Gott Meni hat wohl ebenfalls einen Bezug zu Manāt.